# Paul Kletzki
Paul Kletzki, född 21 mars 1900, död 5 mars 1973, var en polsk tonsättare och dirigent.

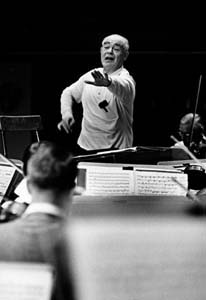
Paul Kletzki 1965

Kletzki studerade vid konservatoriet i Warszawa, och var senare från 1921 bosatt i Berlin. Han skrev symfonier, pianossake, stråkkvartetter, sånger med mera. Från 1934 var han bosatt i Schweiz, och besökte bland annat Stockholm 1945.